# Montañas Virunga

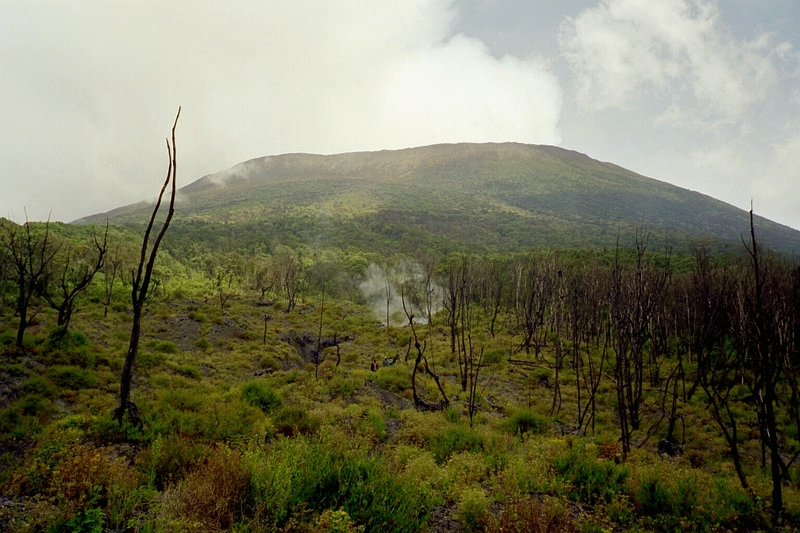
Mont Nyiragongo.

Las montañas Virunga son una cadena de volcanes en África oriental, a lo largo del borde septentrional de Ruanda, la República Democrática del Congo y Uganda. La cordillera es una rama del Rift Albertino, parte del Gran Valle del Rift. Se localizan entre el lago Eduardo y el lago Kivu.
La cordillera la constituyen ocho volcanes mayores, en su mayoría inactivos a excepción del monte Nyiragongo (3470 m) y el monte Nyamuragira (3063 m) en el Congo. Dichos volcanes hicieron su más reciente erupción en el 2002. El monte Karisimbi (4507 m) es el más alto. El monte más antiguo es el Sabinyo (3634 m).
Las montañas Virunga son el hábitat del gorila de montaña, que se encuentra en grave peligro y se enumera en la Lista Roja de la UICN de especies amenazadas, debido a factores como la pérdida de su hábitat, la caza furtiva, enfermedades humanas y guerras (Butynski et al. 2003). El Centro de Investigación Karisoke, fundado por Dian Fossey para la observación de los gorilas en su estado natural, se ubica entre el monte Karisimbi y el monte Visoke.

## Parques nacionales
- Parque nacional Virunga,
- Parque nacional de los Volcanes, Ruanda
- Parque nacional del Gorila de Mgahinga, Uganda

## Listado de montañas en Virunga
- Monte Karisimbi, Ruanda
- Nyiragongo, RDC
- Monte Nyamuragira, RDC
- Monte Mikeno, RDC
- Monte Visoke, Ruanda
- Monte Sabyinyo, Ruanda
- Monte Gahinga, Ruanda
- Monte Muhabura, Ruanda

## En ficción
- La novela de Michael Crichton Congo se ambienta principalmente en la región de Virunga.